# Liste der Monuments historiques in Nouzonville
Die Liste der Monuments historiques in Nouzonville führt die Monuments historiques in der französischen Gemeinde Nouzonville auf.

## Liste der Objekte
| Bezeichnung                     | Beschreibung | Standort                            | Kennzeichnung | Schutzstatus | Datum | Bild |
| ------------------------------- | --- | ----------------------------------- | ------------- | ------------ | ----- | ---- |
| Teile einer Kanzel              | Eichenholz, erste Hälfte des 19. Jahrhunderts; demontiert und teilweise umgenutzt                                                    | in der Kirche Ste-Marguerite (Lage) | PM08000752    | Inscrit      | 1972  |      |
| Chorgestühl und Wandvertäfelung | Eichenholz, Messing, vergoldet, erste Hälfte des 19. Jahrhunderts; bis auf eine Sakristeitür 1987 versehentlich zerstört             | in der Kirche Ste-Marguerite (Lage) | PM08000751    | Inscrit      | 1972  |      |
| Josephsaltar                    | linker Seitenaltar; Altartisch, Tabernakel und Retabel; Kalkstein, Marmor, Eichenholz, vergoldet, erste Hälfte des 19. Jahrhunderts  | in der Kirche Ste-Marguerite (Lage) | PM08000753    | Inscrit      | 1972  |      |
| Marienaltar                     | rechter Seitenaltar; Altartisch, Tabernakel und Retabel; Kalkstein, Marmor, Eichenholz, vergoldet, erste Hälfte des 19. Jahrhunderts | in der Kirche Ste-Marguerite (Lage) | PM08000754    | Inscrit      | 1972  |      |
| Hauptaltar                      | Altartisch und Tabernakel; Marmor, Holz, vergoldet, 18. Jahrhundert                                                                  | in der Kirche Ste-Marguerite (Lage) | PM08000372    | Classé       | 1973  |      |
| Skulptur Heiliger Hubertus      | Holz, farbig gefasst und vergoldet, erste Hälfte des 19. Jahrhunderts                                                                | in der Kirche Ste-Marguerite (Lage) | PM08000756    | Inscrit      | 1972  |      |
| Osterleuchter                   | Holz, 18. Jahrhundert | in der Kirche Ste-Marguerite (Lage) | PM08000755    | Inscrit      | 1972  |      |
| Skulptur Heiliger Eligius       | Holz, farbig gefasst und vergoldet, erste Hälfte des 19. Jahrhunderts                                                                | in der Kirche Ste-Marguerite (Lage) | PM08000757    | Inscrit      | 1972  |      |